# Pre-School
Pre-School is aflevering 121 (#810) van de animatieserie South Park. In Amerika werd de aflevering voor het eerst uitgezonden op 10 november 2004.

## Verhaal
Stan vertelt de andere jongens in paniek dat Trent Boyett na 5 jaar weer uit de jeugdgevangenis is vrijgekomen.
In een flashback zitten de jongens op de peuterspeelzaal. Ze willen het spelletje "fireman" spelen en daarvoor hebben ze een brand nodig om die te kunnen blussen. Trent, de stoerste peuter van allemaal, steekt het vuur aan. Het blussen mislukt en uiteindelijk vliegt de hele peuterspeelzaal, inclusief peuterjuf Mrs. Claridge, in de fik. De jongens geven Trent de schuld, die vervolgens naar de jeugdgevangenis wordt gebracht.
Nu, 5 jaar later, is Trent echter weer vrij. Ook Mrs. Claridge leeft nog, maar ze is zo ernstig gewond geraakt bij het incident dat ze in een soort ijzeren long met wieltjes zit. Ze kan alleen communiceren door middel van een elektronisch piepje, 1 keer betekent "ja" en 2 keer betekent "nee".
Nadat Trent wraak heeft genomen op Butters, vrezen de jongens dat Trent ook hen te grazen zal nemen. Omdat ze niks aan hun ouders kunnen vertellen, vragen ze hulp aan de zesdeklassers die hen willen helpen, maar alleen in ruil voor een foto van Stans moeders borsten. De jongens gaan akkoord, maar maken in plaats daarvan een foto van Cartmans achterwerk, met daarop 2 tepels getekend. De zesdeklassers merken dit echter niet en zeggen toe de jongens te zullen helpen.
Nadat de batterijen van Mrs. Claridges gemotoriseerde rolstoel, komt ze midden op de weg tot stilstand. De inwoners van South Park denken dat ze de hoop heeft opgegeven en boos op haar woorden. Ondertussen heeft Trent alle zesdeklassers het ziekenhuis ingeholpen en dus kunnen de 4 jongens nog maar aan een iemand hulp vragen: Shelley, Stans oudere zus. Zij zegt dat ze hun daad op moeten biechten aan Mrs. Claridge. Als de jongens dat doen, verschijnt Trent, die wraak wil nemen. Cartman wil Trent neerschieten met zijn moeders stungun, maar raakt per ongeluk de rolstoel van Mrs. Claridge. Die slaat op hol en als de wagen een propaangaswinkel binnenrijdt, volgt er een explosie. Als de politie aan Mrs. Claridge vraagt of dit weer het werk van Trent was, antwoordt zij met 2 piepjes ("nee"). De agent vat dit echter op als "ja, ja" en Trent wordt wederom meegenomen naar de jeugdgevangenis, tot vreugde van de jongens. Cartman ontbloot zijn achterwerk, naar Trent, maar tot Cartmans schrik zien de zesdeklassers dit. Ze merken echter ook nu niet dat het gewoon zijn achterwerk is en nemen de "borsten" vervolgens met zich mee.

## Trivia
- In de aflevering "The Death of Eric Cartman" is Mrs. Claridge opnieuw te zien, als Cartman haar een fruitmand geeft.